# Токарев, Владимир Александрович
То́карев Влади́мир Алекса́ндрович (род. 28 декабря 1977, Белгород) — российский государственный деятель. Заместитель министра транспорта Российской Федерации — руководитель Федерального агентства железнодорожного транспорта (2020—2021). Действительный государственный советник Российской Федерации 1 класса.

## Биография
Окончил Московский государственный университет экономики, статистики и информатики по специальности юриспруденция.
В 2005 году защитил диссертацию на тему «Экономические методы управления трудовыми ресурсами при реализации инновационной стратегии в вагоноремонтном производстве» на соискание учёной степени кандидата экономических наук.
В 2000—2001 годах работал в УВД по Белгородской области. В 2001—2004 годах занимал различные руководящие должности на предприятиях Белгорода. С 2004 по 2006 год являлся заместителем начальника Дирекции по экономике и бюджетированию ОАО «Вагонреммаш», одной из дочерних структур ОАО РЖД. В 2006 году назначен на должность заместителя руководителя Федерального агентства железнодорожного транспорта. В декабре 2008 года перешёл на службу в Министерство регионального развития России на должность заместителя министра.
2003—2003 — руководитель Дирекции по экономической безопасности, правовому и юридическому обеспечению в ООО «Белгородская агропромышленная региональная управляющая компания».
2004—2006 — заместитель начальника дирекции по экономике и бюджетированию ОАО «Вагонреммаш» (дочерняя компания ОАО РЖД).
2006—2008 — заместитель руководителя Федерального агентства железнодорожного транспорта.
2008—2012 — заместитель министра регионального развития Российской Федерации.
С 28 апреля по 21 мая 2012 года в связи с отставкой Виктора Басаргина исполнял обязанности министра регионального развития Российской Федерации.
С 6 апреля 2013 года работал заместителем Министра регионального развития Российской Федерации — руководителем Федерального агентства по строительству и жилищно-коммунальному хозяйству (1 ноября 2013 года Федеральное агентство по строительству и ЖКХ было преобразовано в самостоятельное министерство).
С декабря 2013 года по апрель 2014 года занимал должность заместителя Министра строительства и жилищно-коммунального хозяйства Российской Федерации.
С апреля по октябрь 2014 года — заместитель председателя правления ОАО «РусГидро».
С октября 2014 года по январь 2016 года входил в состав правления ПАО «РусГидро», был генеральным директором АО «УК ГидроОГК».
В мае 2016 года стал первым заместителем генерального директора ООО «Спецтрансстрой».
С февраля по июнь 2018 года — генеральный директор ООО УК «ТЮС».
22 ноября 2018 года назначен заместителем министра транспорта Российской Федерации.
29 мая 2020 года распоряжением премьер-министра России назначен заместителем министра транспорта Российской Федерации — руководителем Федерального агентства железнодорожного транспорта. В январе 2021 года было снято совмещение должности руководителя Федерального агентства железнодорожного транспорта, должность заместителя министра он сохранил.
В конце 2021 года подал заявление об увольнении по собственному желанию. В январе 2022 года задержан сотрудниками службы экономической безопасности ФСБ в рамках дела о коррупции. 21 января арестован Хорошевским судом Москвы по ходатайству следствия до 18 марта.
Освобождён от должности 25 января 2022 года.

## Награды
- Награждён орденом Дружбы и ведомственными наградами.
- Медаль «За заслуги перед Чеченской Республикой» (14 мая 2011 года)[8]
- Медаль «За вклад в развитие Евразийского экономического союза» (29 мая 2019 года, Высший совет Евразийского экономического союза)[9]